# Marion Martin
Marion Martin (7 juin 1909 à Philadelphie (Pennsylvanie) - 13 août 1985, à Santa Monica (Californie)), de son vrai nom Marion Suplee, est une actrice américaine.

## Biographie
Lorsque sa famille est ruinée par le Krach de 1929, Marion Martin est forcée de travailler et trouve un emploi de danseuse dans une revue.
En 1934, elle tourne son premier film She's My Lilly, I'm Her Willie, un court métrage où elle interprète le rôle de Miss Brooks, c'est le début d'une carrière de près de 20 ans jusqu'en 1952, elle tourne notamment avec les Marx Brothers.
Sa carrière ne décolle jamais véritablement et elle tourne surtout des films de série B.

## Filmographie partielle
- 1934 : Crime Without Passion de Ben Hecht et Charles MacArthur
- 1938 : Tempête (The Storm) de Harold Young
- 1938 : Malfaiteurs au paradis (Sinners in Paradise) de James Whale
- 1939 : Invitation au bonheur (Invitation to Happiness) de Wesley Ruggles
- 1939 : En surveillance spéciale (Invisible Stripes) de Lloyd Bacon
- 1941 : Tall, Dark and Handsome de H. Bruce Humberstone
- 1941 : Blonde Inspiration de Busby Berkeley
- 1942 : Le meurtrier s'est échappé (Fly-by-Night) de Robert Siodmak
- 1942 : Powder Town de Rowland V. Lee
- 1943 : They Got Me Covered de David Butler
- 1944 : Le Joyeux Trio Monahan (The Merry Monahans) de Charles Lamont
- 1945 : Penthouse Rhythm de Edward F. Cline
- 1946 : L'Évadé de l'enfer (Angel on My Shoulder) de Archie Mayo
- 1946 : Cinderella Jones de Busby Berkeley
- 1946 : Deadline for Murder de James Tinling
- 1946 : Une fille perdue (That Brennan Girl) de Alfred Santell
- 1946 : Queen of Burlesque de Sam Newfield
- 1950 : La Clé sous la porte (Key to the City) de George Sidney